# Node-RED
Node-RED ist ein von IBM entwickeltes grafisches Entwicklungswerkzeug und visuelle Programmiersprache. Die Software ermöglicht es, Anwendungsfälle im Bereich des Internets der Dinge mit einem einfachen Baukastenprinzip umzusetzen. Die einzelnen Funktionsbausteine werden durch Ziehen von Verbindungen verbunden. Eine große Auswahl an mitgelieferten Bausteinen deckt die meisten der gängigsten Dienste und Technologien ab.
Node-RED stellt einen Flow-Editor im Webbrowser bereit, mit dem JavaScript-Funktionen erstellt werden können. Anwendungselemente können zur Wiederverwendung gespeichert oder geteilt werden. Die Laufzeitumgebung wurde auf Node.js gebaut und die in Node-RED erstellten Flows werden in JSON gespeichert.
Im Jahr 2016 hat IBM Node-RED als Open-Source-Software der JS-Foundation übertragen.

## Node-RED Projekte
| Name                       | Beschreibung |
| -------------------------- | --- |
| Node-RED                   | Hauptprojekt – grafisches Entwicklungswerkzeug |
| Node-RED Dashboard         | Eine Dashboard-Benutzeroberfläche für Node-RED |
| Node generator             | Befehlszeilentool zur Generierung von Node-RED-Knotenmodulen aus verschiedenen Quellen, einschließlich Open API-Dokumenten und Quellcode von Funktionsknoten |
| Node-RED Command Line Tool | Das Befehlszeilen-Tool ermöglicht es Ihnen, eine Node-RED-Instanz remote zu verwalten.                                                                       |

## Flow
Ein Node-RED-Flow beschreibt die Verknüpfungen und Sequenzierungen von verschiedenen Eingabe-, Ausgabe- und Verarbeitungsknoten innerhalb der Node-RED-Plattform. Jeder Knoten innerhalb eines Flows führt eine eindeutige und spezifische Aufgabe aus. Sobald Daten an einen Knoten (auch „Node“ genannt) gesendet werden, verarbeitet dieser die Daten gemäß seiner festgelegten Funktion, bevor er sie an den nächsten Knoten im Flow weitergibt. Dieses System ermöglicht die gezielte Ausführung und Steuerung einer Vielzahl von Operationen und bietet beträchtliche Flexibilität bei der Entwicklung von Echtzeitanwendungen. Node-RED-Flows stellen den Hauptmechanismus der Plattform dar.

## Verbreitung
Node-RED hat erheblichen Zulauf in den Bereichen des Industriellen Internets der Dinge (IIoT) und Edge Computing gewonnen. Dank des Open-Source-Ansatzes und einer großen Community wurden bereits über 4000 Konnektoren entwickelt und bereitgestellt, die eine breite Palette von Protokollen, wie Modbus, OPC-UA, Siemens S7 und MQTT, unterstützen. Verschiedene Anbieter von SPS- und IoT-Lösungen bieten Node-RED als Standardlösung an.
| Anbieter            | Produkt                                          |
| ------------------- | ------------------------------------------------ |
| Advantech           | Node-RED Field Gateway                           |
| Beckhoff Automation | TwinCAT                                          |
| Bivocom             | TG452 IoT Edge Gateway                           |
| BLIIOT              | Edge Computing Gateway EdgeCom BL302             |
| Bosch Rexroth       | CtrlX                                            |
| Emerson             | PACEdge                                          |
| Hilscher Automation | Raspberry Pi 3B                                  |
| Opto22              | groov RIO & EPIC                                 |
| Parallax            | AV Control System                                |
| Particle.io         | Particle                                         |
| Pepperl+Fuchs       | AS-Interface gateway                             |
| Raspberry Pi        | Raspberry Pi                                     |
| Renesas             | FT Click                                         |
| Revolution Pi       | RevPi Connect                                    |
| Schneider Electric  | ExoStructure Plant Data Expert                   |
| Siemens             | MindConnect, IoT Edge, MindSphere, IOT2020/2040  |
| Tulip               | Edge MC & Edge IO                                |
| Wago                | Edge Computer (752-9800), Compact Controller 100 |
| Weidmueller         | u-create                                         |

### Community Umfrage
Die Node-RED-Community-Umfrage 2023 lieferte wertvolle Erkenntnisse über die Nutzungsmuster von 780 Teilnehmerinnen und Teilnehmern, die zur Node-RED-Community gehören. Die im März 2023 durchgeführte Umfrage zeigte, dass die Verwendung von Node-RED weit über den Bereich der Heimautomatisierung hinausgeht, mit einem ansteigenden Trend zur professionellen Nutzung in verschiedenen Branchen. Mehr als die Hälfte der Befragten nutzt Node-RED bereits seit über zwei Jahren, was auf eine gut etablierte Community hindeutet. MQTT und HTTP sind die am häufigsten genutzten Technologien in Kombination mit Node-RED, während InfluxDB die favorisierte Datenbank innerhalb der Community ist. Die Umfrage verdeutlichte ein hohes Niveau an Zufriedenheit innerhalb der Community, mehr als zwei Drittel der Befragten bewerteten Node-RED mit 5 von 5 Punkten.

## Kommerzielles Angebot
FlowForge ist ein Open-Core-Unternehmen, das in Node-RED investiert. Nick O’Leary, Mitbegründer von Node-RED, fungiert auch als Mitbegründer und CTO von FlowForge. FlowForge erweitert Node-RED um die kollaborative Entwicklung, die Verwaltung von Remote Deployments, die Unterstützung von DevOps Delivery Pipelines und die Möglichkeit, Node-RED-Anwendungen in der FlowForge Cloud zu hosten. FlowForge ist die DevOps-Plattform für die Entwicklung und Bereitstellung von Node-RED-Anwendungen.